# Podwale Przedmiejskie
Podwale Przedmiejskie – ulica w dzielnicy Śródmieście w Gdańsku, dawniej leżąca w ciągu drogi krajowej nr 7, będąca początkiem trasy wylotowej w kierunku Warszawy. Ulica wyznacza granicę między Głównym Miastem a Starym Przedmieściem, następnie przecina Wyspę Spichrzów i Dolne Miasto. Czasami jest zaliczana do trasy W-Z.

## Zabudowa

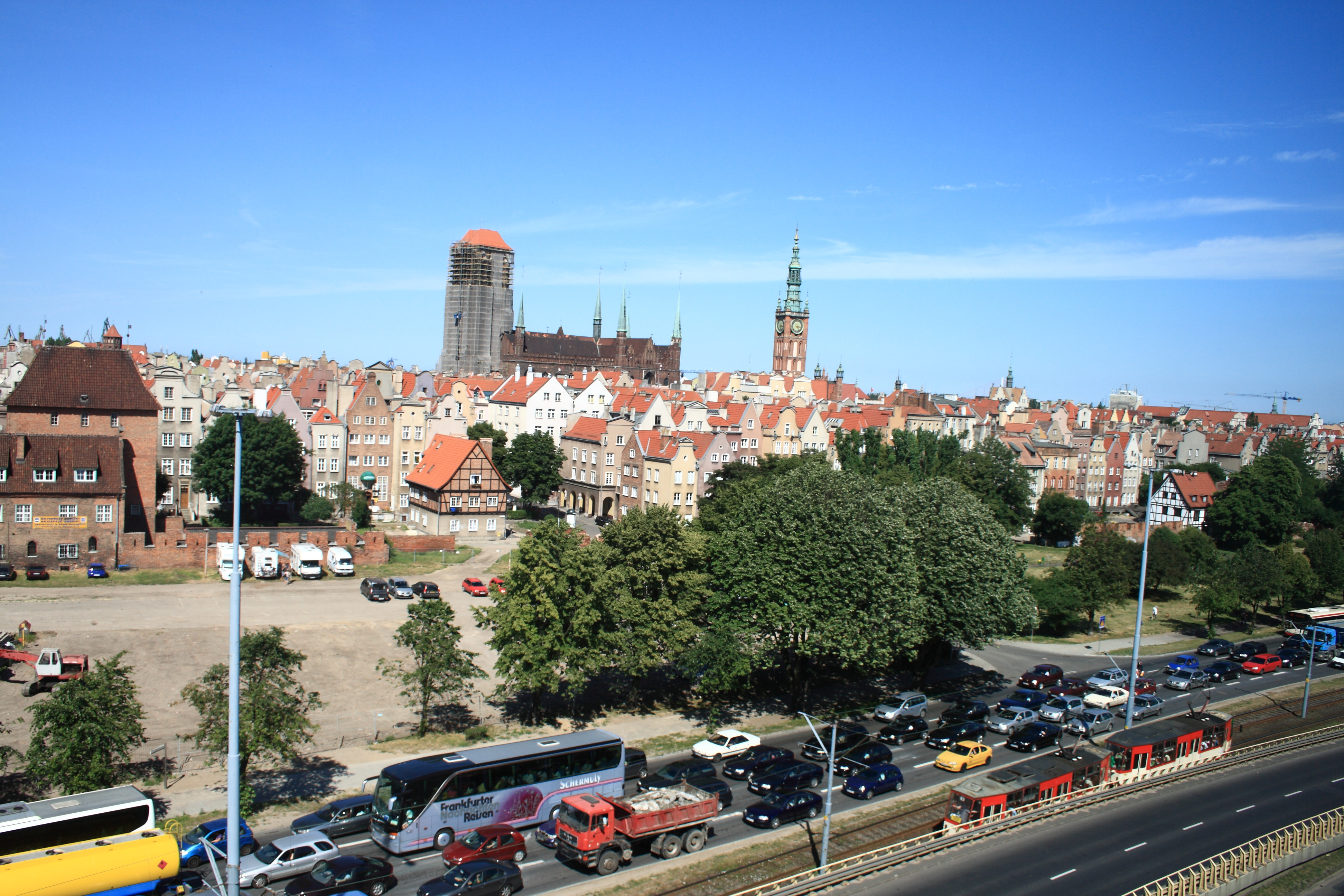
Podwale Przedmiejskie na pierwszym planie, w tle Główne Miasto

Podwale Przedmiejskie zaprojektowane jest jako arteria przelotowa, na całej swojej długości nie ma skrzyżowań umożliwiających przecięcie jej osi (z wyjątkiem ulic Pszennej i Szopy, biegnących pod wiaduktem). Nie ma także przejść dla pieszych – komunikację i dojście do znajdujących się pomiędzy jezdniami przystanków tramwajowych zapewniają przejścia podziemne.
Na odcinku od ul. Okopowej do Motławy ulica nie posiada północnej pierzei - wzdłuż ulicy ciągną się trawniki – jest to celowo zachowane przedpole widokowe Głównego Miasta. Po południowej stronie znajdują się głównie bloki mieszkalne.
Odcinek od ul. Chmielnej do ul. Elbląskiej został wytyczony pomiędzy istniejącą rzadką zabudową Dolnego Miasta, nie posiada własnej zabudowy poza przylegającymi obiektami Akademii Muzycznej i dawnych koszar.

## Historia
Dzisiejsza ulica (zupełnie niemająca już dawnego wyglądu) składała się początkowo z trzech ulic: odcinka między Lastadią a Żabim Krukiem, odcinka pomiędzy Żabim Krukiem a Rzeźnicką oraz odcinka pomiędzy Rzeźnicką a Kładkami. Cała ulica przebiegała wzdłuż fosy oddzielającej Główne Miasto od Starego Przedmieścia, zasypanej w latach 1617–1640.

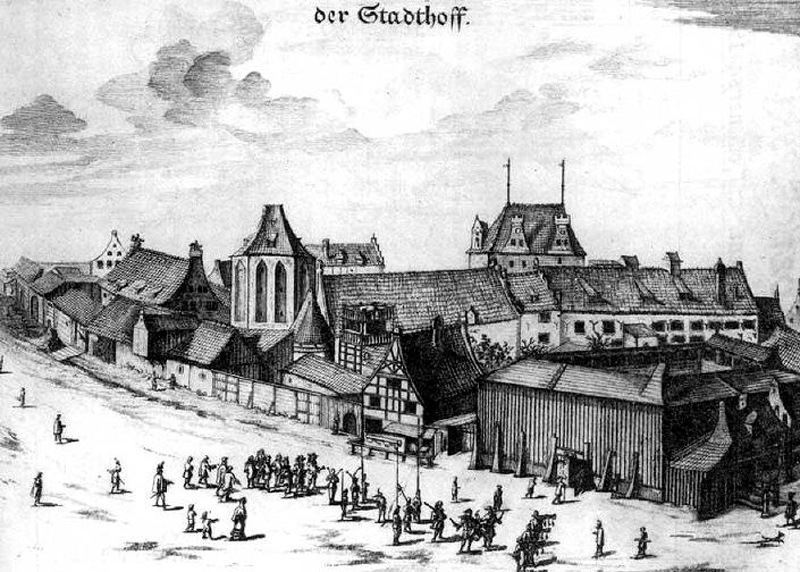
Podwale Przedmiejskie (ok. 1670)

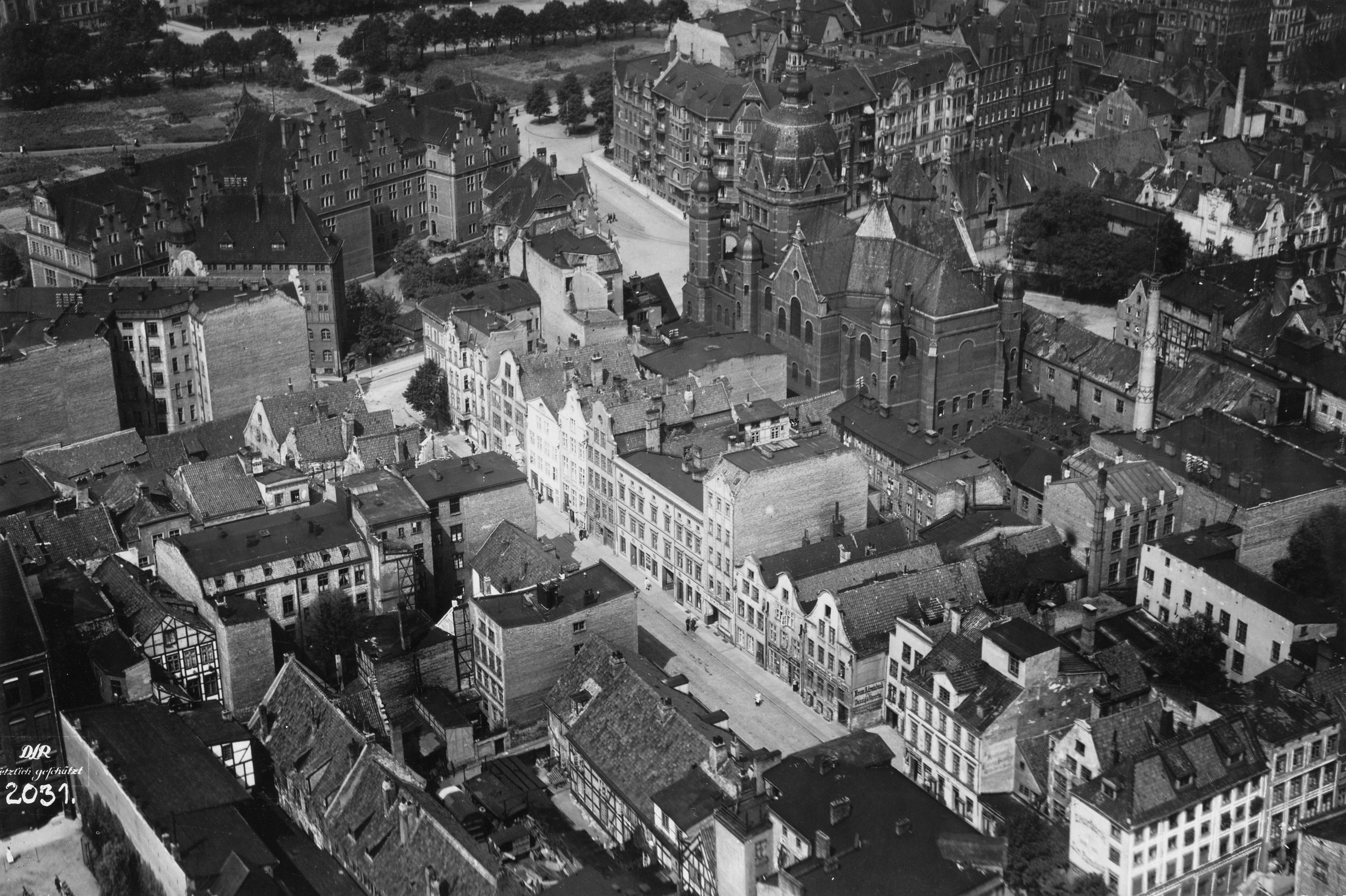
Ul. Podwale Przedmiejskie (ok. 1920)

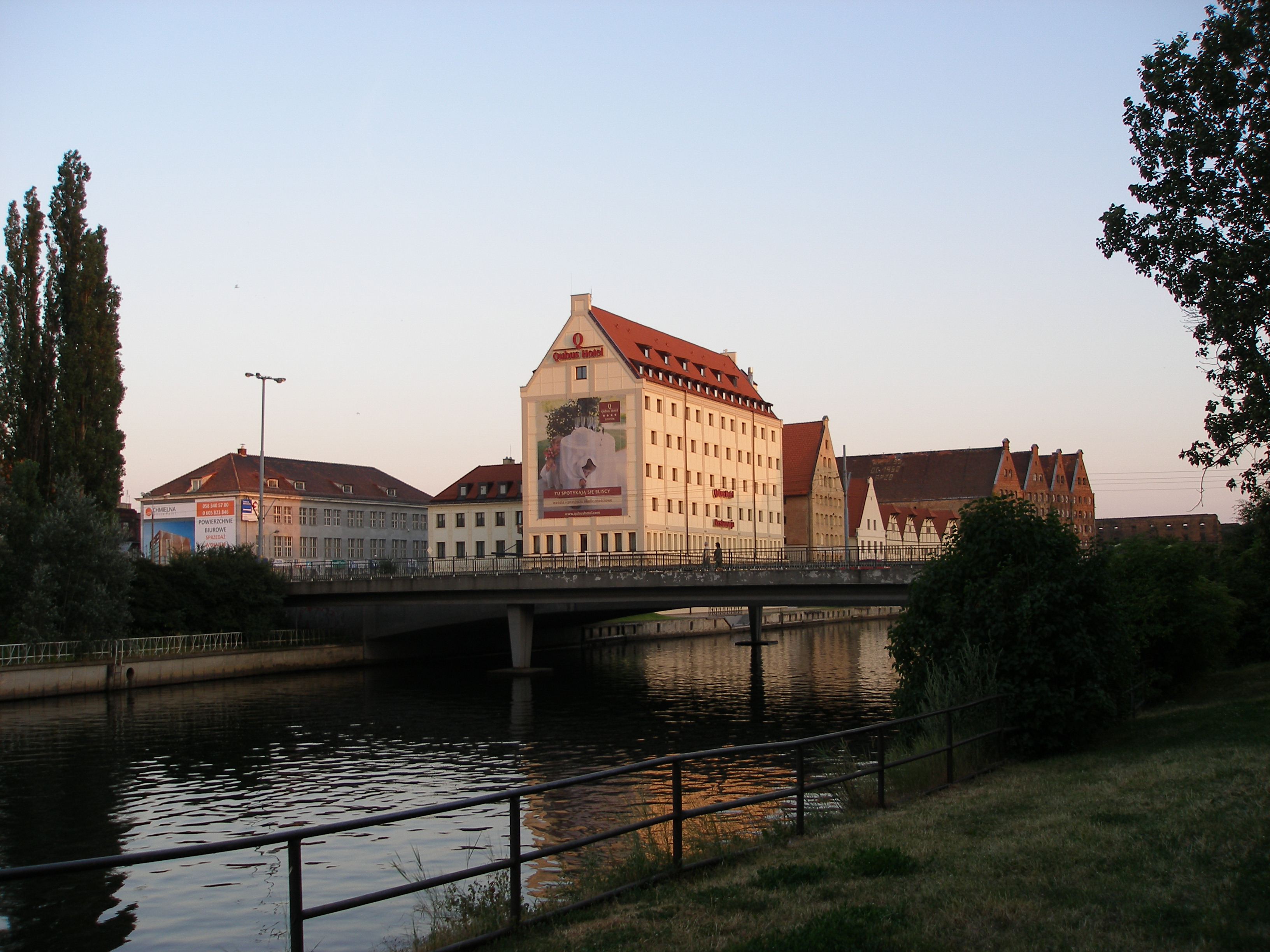
Podwale Przedmiejskie – most nad Motławą, w tle Wyspa Spichrzów

Do 1945 roku ulica, nosząca niemieckojęzyczną nazwę Vorstädtischer Graben (obecna nazwa jest tłumaczeniem nazwy historycznej), prowadziła od okolic Targu Siennego do Targu Maślanego przy Motławie i z obu stron była zabudowana kamienicami.
Zabudowa ulicy nie została odbudowana ze zniszczeń dokonanych podczas walk o Gdańsk w marcu 1945 roku. W 1959 roku ulicę rozbudowano do dwóch jezdni, dobudowano most nad Motławą oraz zbudowano linię tramwajową, dzięki czemu wycofano ruch tramwajowy i samochodowy z ul. Długiej i Długiego Targu. Nowa trasa tramwajowa została uruchomiona 20 maja 1959 roku. Nową Motławę w kierunku zajezdni przy ul. Łąkowej i na Stogi tramwaje przekraczały mostem saperskim, ruch kołowy w kierunku Warszawy prowadził ulicami Chmielną, Stągiewną i Długimi Ogrodami (wtedy Elbląską). Na ówczesnym końcu Podwala Przedmiejskiego, pomiędzy ul. Chmielną i Łąkową, istniało jedno z największych gdańskich targowisk. W 1975 roku do użytku oddano estakadę i Węzeł Leningradzki (od 1990 r. „Węzeł Okopowa”, a od 2004 r. im. Unii Europejskiej).
Ok. 1965 zmieniono nazwę ulicy na aleję Leningradzką. Historyczną nazwę przywrócono po 1989 roku.
Na początku lat 90. XX wieku rozpoczęto prace nad dokończeniem trasy. Zbudowano most nad Nową Motławą, który po ponad 30 latach zastąpił tymczasowy tramwajowy most saperski. Zmieniono układ drogowy okolicy, m.in. przerwano ciągłość ul. Łąkowej, a ulice Szopy i Pszenną przeprowadzono pod wiaduktem. Trasę na odcinku od ul. Chmielnej do ul. Elbląskiej wraz z węzłem na końcu oddano do użytku w 1995 roku, wtedy też przeniesiono torowisko tramwajowe z Długich Ogrodów.
W listopadzie 2018 przywrócone zostały wszystkie relacje skrętne i przejścia dla pieszych na skrzyżowaniu z ul. Chmielną, a w lipcu 2020 kosztem 10,5 mln zł wykonano podobną przebudowę skrzyżowania z ul. Łąkową.
W 2022 przy ul. Chmielnej zrealizowano pierwszy w mieście "zielony" przystanek tramwajowy (wiata porośnięta bluszczem).